# William Dupré Treadwell

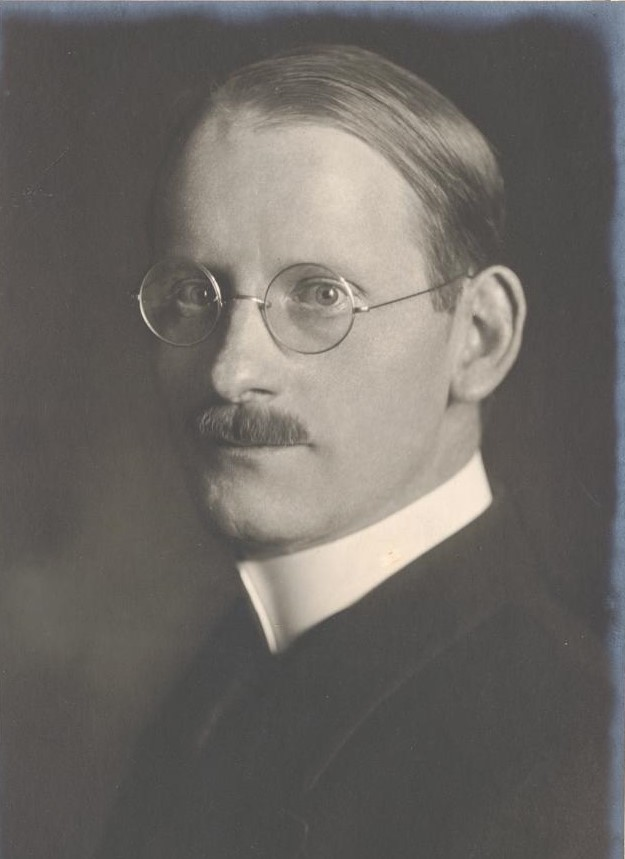
Porträt von William Dupré Treadwell, 1924 (Zentralbibliothek Zürich)

William Dupré Treadwell (* 25. März 1885 Fluntern; † 25. Juli 1959 in Zollikon) war ein Schweizer Chemiker (Analytische Chemie, Anorganische Chemie, Physikalische Chemie).
Treadwell war der Sohn des Chemikers und Professors an der ETH Zürich Frederic Pearson Treadwell und studierte Chemie an der Universität Zürich, an der er 1909 promoviert wurde. Danach war er kurz an der TH Stuttgart und ging dann an die TH Berlin-Charlottenburg, an der er sich 1914 habilitierte und bis 1916 Privatdozent für analytische Chemie war. Danach ging er wieder an die Universität Zürich an das Institut für Physikalische Chemie als Privatdozent bei Emil Baur. 1918 hatte er eine Lehrstuhlvertretung für seinen Vater an der ETH Zürich und 1919 wurde er dessen Nachfolger als ordentlicher Professor für Allgemeine und Anorganische Chemie. 1954 trat er zurück.
Er wandte elektrochemische Methoden in der Analytik an (elektrogravimetrische Abscheidung, konduktiometrische und potentiometrische Endpunktpestimmung bei der Titration mit einer Indikatorelektrode) und optische Methoden (Spektralanalyse, Photometrie, Kolorimetrie) und war so einer der Begründer der modernen Analytik. Von ihm stammt eine Mikrogasanalytik. Er veröffentlichte Tabellen zur quantitativen Analyse und eine Neuauflage der Tabellen zur qualitativen Analyse seines Vaters. 
Er befasste sich mit Wasseranalyse und auf anorganischem Gebiet schon früh mit Radiochemie und Reindarstellung von Metallen. In der Physikalischen Chemie befasste er sich mit Gleichgewichten von Ionen in wässrigen Lösungen (Enthalpie, Entropie) und Ionenaustausch an amorphen Hydroxiden (Hydroxidsolen).
1949 erhielt er den Werder-Preis. 1945 wurde er Ehrendoktor in Bern.
Treadwell war bis 1952 Mitglied der Nomenklaturkommission der Internationalen Chemischen Union und bis 1954 in der Eidgenössischen Prüfungskommission der Edelmetallkontrolle.

## Schriften
- Elektrogravimetrie, 1915.
- Kurzes Lehrbuch der Analytischen Chemie, 2 Bände, 1943.